# Rabah Gherbi
Rabah Gherbi, né le 3 septembre 1970, est un joueur puis entraîneur algérien de handball.

## Biographie
Rabah Gherbi débute le handball en club à l'âge de dix ans : « J'habitais dans un quartier d'Alger plus hand que foot, et mon frère aîné pratiquait. J'ai suivi. ». Rapidement, il se fait repérer et est sélectionné dans les équipes nationales minimes et cadets et à dix-sept ans, il fait le choix de se consacrer au sport. Il évolue ainsi à la JS Binaâ Alger avec lequel il remporte la Coupe d'Algérie en 1988 et le Championnat d'Algérie en 1990. Il connaît également sa première sélection avec l'équipe nationale algérienne en 1989.
Pourtant, en 1993, il songe à arrêter mais choisit finalement de partir à l'étranger. Toutefois, sa signature en Tunisie au Club africain ne laisse pas indifférent : « J'étais le premier international algérien à signer là-bas. Cela a été vécu comme une catastrophe. ».
Rabah Gherbi passera alors trois ans en Tunisie avant de rejoindre en 1996 la France et le Montpellier Handball. Il y évolue trois saisons puis retourne en Algérie même s'il fait une « pige » de trois mois en 1999-2000 au titre de joker médical. En 2000, il signe à l'Angers Noyant HB puis retrouve Montpellier Handball en 2001 avec lequel il remporte la Ligue des champions, même s'il ne joue pas la finale. Il met alors un terme à sa carrière.
En décembre 2012, il est nommé adjoint de Salah Bouchekriou à la tête de l'Équipe d'Algérie,
En juin 2013, il est nommé adjoint de Tarek Hassani à la tête de l'Équipe d'Algérie à la 17e édition des Jeux méditerranéens,
En 2016, il est l'entraîneur de la sélection algérienne des moins de 21 ans,
En décembre 2021, il est nommé adjoint de Didier Dinart à la tête de l'équipe nationale d'Arabie saoudite. Le binôme quitte son poste après avoir conduit les Saoudiens à une médaille de bronze au Championnat d'Asie 2022.
Quelques semaines plus tard, Gherbi est nommé sélectionneur de l'équipe nationale algérienne. Mais à sa tête, l'équipe nationale enchaine trois échecs consécutifs : une 6e place aux Jeux méditerranéens organisé en Algérie, une 5e place au Championnat d'Afrique 2022 (deuxième pire résultat historique de la sélection) et une avant-dernière place au championnat du monde 2023 pour un bilan de 7 victoires, 2 matchs nuls et 16 défaites en 25 matchs. Il est alors démis de ses fonctions en février 2023.

## Palmarès de joueur

### En club
Compétitions internationales
- Vainqueur de la Ligue des champions de l'EHF (1) : 2003 (avec Montpellier Handball)
- Vainqueur de la Coupe d'Afrique des vainqueurs de coupe : 1989, 1990 (avec IRB Alger)
  - Finaliste: 1991

Compétitions nationales
- Vainqueur de la Coupe d'Algérie : 1988
  - Finaliste en 1990, 1993
- Vainqueur du Championnat d'Algérie : 1990
- Vainqueur de la  Coupe de Tunisie (1) : 1996 (avec Club africain)
- deuxième du Championnat de Tunisie (2) : 1995, 1996 (avec Club africain)
- Vainqueur du Championnat de France (4) : 1998, 1999, 2002, 2003 (avec Montpellier Handball)
- Vainqueur de la Coupe de France (3) : 1999, 2002, 2003 (avec Montpellier Handball)
  - Finaliste en 1998

### avec l'Équipe d'Algérie
- Jeux olympiques

- 10e place aux Jeux olympiques de 1996[19]

Championnats du monde
- 16e place au championnat du monde 1995 ( Islande)
- 17e place au championnat du monde 1997 ( Japon)
- 13e place au championnat du monde 2001 ( France)

Championnats d'Afrique
- Finaliste du Championnat d'Afrique 1991 ( Égypte)
- Finaliste du Championnat d'Afrique 1994 ( Tunisie)
- Troisième du Championnat d'Afrique 1992 ( Côte d'Ivoire)

Championnat d'Afrique junior
- Vainqueur du Championnat d'Afrique junior 1986 ( Algérie)
- Vainqueur du Championnat d'Afrique junior 1988 ( Tunisie)
- Finaliste du Championnat d'Afrique junior 1990 ( Égypte)

Championnat du monde junior
- 14e place place du Championnat du monde junior 1989 ( Espagne)

Autres
- Vainqueur de la Coupe arabe des nations : 2000
- 5e place aux Jeux méditerranéens de 1991

## Palmarès d'entraîneur

### En sélections
Équipe d'Algérie junior
- Troisième du Championnat d'Afrique des nations junior 2016
- 4e place aux Jeux de la solidarité islamique de 2017
- 14e place au Championnat du monde junior 2017

Équipe d'Algérie
- 17e place au championnat du monde 2013 ( Espagne)  (adjoint)
- 9e place aux Jeux méditerranéens de 2013 ( Turquie)  (adjoint)
- 6e place aux Jeux méditerranéens 2022 ( Algérie)
- 5e place au Championnat d'Afrique 2022 ( Égypte)
- 31e place au championnat du monde 2023 ( Pologne/ Suède)

Arabie saoudite  (adjoint)
- Troisième du Championnats d'Asie 2022 (  Arabie saoudite)

### En clubs
- Finaliste de la Coupe du Koweït : 2018 (avec  Kazma Sporting Club)